# Приватность пользователей Google
1 марта 2012 года компания Google изменила свою политику приватности, сделав допустимым сбор и обработку данных пользователей широкого ассортимента интернет-услуг, оказываемых компанией. Это коснулось как собственных серверов Google, так и встроенных сервисов (Adsense, Analytics и других), работающих на миллионах веб-сайтов других организаций и людей. Это решение вызвало широкую дискуссию и критику, как делающие пользование Интернетом более опасным.
Но сомнения в способности Google обеспечивать приватность и защиту персональных данных пользователей появлялись и ранее. В ответ на них, ещё в декабре 2009 года председатель совета директоров компании Эрик Шмидт объявил:

Если у Вас есть что-то такое, о чём Вы не желаете никому сообщать — возможно, в первую очередь Вам вообще не стоит работать с этим [в Интернете]. Если Вам в самом деле нужна такого рода приватность, реальность такова, что поисковые машины — в том числе Google — иногда запоминают информацию, и это важно: например, мы все — лица, находящиеся в США — должны исполнять Патриотический акт и, возможно, властям будет предоставлен доступ ко всей этой информации.
Оригинальный текст (англ.)If you have something that you don't want anyone to know, maybe you shouldn't be doing it in the first place. If you really need that kind of privacy, the reality is that search engines—including Google—do retain this information for some time and it's important, for example, that we are all subject in the United States to the Patriot Act and it is possible that all that information could be made available to the authorities.

Международная организация Privacy International выразила свою озабоченность тем, что существует централизованное хранилище данных, содержащее информацию о миллионах поисковых запросах пользователей этого широко известного сервиса, и в соответствии с противоречивыми нормами действующего законодательства США Google может быть принуждён к передаче всех этих данных Высшим федеральным органам государственной власти США, поэтому приватность пользователей находится под угрозой. В своём «Консультационном отчёте» за 2007 год (англ. 2007 Consultation Report) Privacy International в своём рейтинге дала компании Google (причём только ей) саму низкую оценку: «враждебный к приватности» (англ. Hostile to Privacy).
На конференции «Техономия» (англ. Techonomy conference) в 2010 году Эрик Шмидт прогнозировал, что Интернет в своём развитии идёт к тому, что будет «истинная прозрачность и никакой анонимности». Он заявил, что «В мире асинхронных угроз будет слишком опасно, если не будет существовать никакого способа идентифицировать Вас. Нам нужен [проверенный] именной сервис для людей. Правительства будут требовать это», а также что «Если я достаточно хорошо знаю Ваши сообщения и Ваше местонахождение, то с использованием искусственного интеллекта мы сможем предсказать, куда Вы пойдёте дальше. Вы думаете, что в Интернете нет четырнадцати Ваших фотографий? Так они будут на Facebook!».

## Потенциальные возможности раскрытия данных

### Cookies
Google, как и большинство других поисковых систем, оставляет cookie в браузере пользователя, которые могут быть использованы для отслеживания истории поисковых запросов данного человека на каждом компьютере, с которого он пользуется услугами поисковика. Google использует cookies для того, чтобы сохранять пользовательские настройки после завершения сеанса работы, и часто для других поисковых задач. По умолчанию, куки Гугла являются «долгоживущими»: их срок действия оканчивается не ранее 2038 года, однако, они могут быть вручную удалены пользователем или не быть принятыми браузером в зависимости от его настроек. В 2007 году срок жизни куков Гугла составлял всего два года, однако он возобновлялся при каждом использовании его сервисов. В 2011 году Google анонимизировал данные об IP-адресах через девять месяцев, а данные о cookies — через 18 месяцев. Некоммерческая группа Public Information Research создала веб-сайт Google Watch с целью «продемонстрировать монопольное положение компании Google, используемые ею алгоритмы и вопросы приватности». Вопросы, поднимаемые на этом сайте, касаются гугловского хранилища cookies, которое к 2007 году функционировало на протяжении более чем 32 лет и должно содержать огромную коллекцию уникальных идентификаторов пользователей, по которым можно составить логи активности каждого пользователя за все эти годы. Критике подвергся также социальный сервис Google Buzz за то, что списки контактов каждого пользователя являются по умолчанию общедоступными, и если пользователь не хочет публикации этих данных, он должен сам специально поменять свои настройки.
Сама компания Google утверждает, что предоставляет данные пользователей правоохранительным органам и другим правительственным агентствам только по надлежаще оформленным официальным запросам.

### Отслеживание действий пользователей
Компания Google подозревается в том, что она собирает и обрабатывает данные о действиях пользователей Интернета с помощью таких инструментов, как Google Analytics, Google Fonts и Google Code. Это даёт компании возможность узнать последовательность посещения конкретным пользователем различных страниц и сайтов Интернета через отслеживание его IP-адреса, с которого поступают запросы на различные веб-сайты (cross-domain web tracking). Сопоставляя эту информацию с той, что получена через широко используемые API, разработанные компанией Google, можно составить почти полный журнал посещения сайтов Интернета с конкретного IP-адреса или конкретным пользователем. Эти данные могут оказаться очень нужными для рекламной и маркетинговой деятельности: как само́й компании Google, так и различным маркетинговым агентствам.
Google убеждает разработчиков сайтов и сервисов пользоваться его инструментами и тем самым сообщать компании Google IP-адреса своих конечных пользователей.

### Gmail
Стив Балмер, Лиз Фигероа, Марк Раш, и редакторы Google Watch полагают, что процесс обработки содержимого сообщений электронной почты, происходящий на принадлежащем компании Google почтовом сервере Gmail, вышел за рамки корректного и допустимого использования.
Сама корпорация Google Inc. заявляет, что сообщения электронной почты, посылаемые с адреса электронной почты на Gmail или приходящие на этот адрес, никогда не читаются ни одним человеком, кроме владельца учётной записи электронной почты, а автоматический компьютерный анализ текстов этих сообщений производится исключительно с целью блокировки спама и повышения релевантности рекламных объявлений. Политика приватности других популярных сервисов электронной почты, например Outlook.com и «Yahoo!», тоже допускает сбор и обработку персональных данных пользователей для использования в рекламных целях.
В 2004 году 31 общественная организация по защите приватности и гражданских свобод подписала обращение к компании Google с просьбой приостановить работу сервиса Gmail до тех пор, пока вопросы приватности не будут адекватно разрешены. В том же письме-обращении общественники призвали Google написать более однозначные условия использования электронной почты, касающиеся сохранения данных и совместно доступа подразделений компании Google к этим данным. Подписанты выражали свою обеспокоенность тем, что компания Google планировала осуществлять компьютерный анализ текстов всех входящих сообщений с целью показа рекламы, отметили, что такой анализ текстов конфиденциальных сообщений для вставки в них рекламных объявлений третьих сторон — подрывает полное доверие провайдеру электронной почты.
В 2013 году Microsoft запустила рекламную кампанию против Google, аргументируя это тем, что большинство потребителей даже не догадываются о том, что Google мониторит их личные сообщения ради показа целевой рекламы. Microsoft заявляет, что её сервис электронной почты Outlook не сканирует содержимое сообщений; представитель Microsoft назвал подобные действия компании Google «гугловским криптонитом» (англ. Google's kryptonite). Озабоченность вызывают также неограниченный срок хранения данных, допускаемый политикой Google, и потенциальное непредусмотренное вторичное использование данных, которые сохраняются и накапливаются на сервере Gmail.
В августе 2013 года адвокатская группа Consumer Watchdog раскрыла данные судебного процесса, прошедшего в мае того же года, на котором представитель Google заявил, что у пользователей Gmail нет никаких «разумных ожиданий» насчёт гарантированной конфиденциальности их сообщений электронной почты. По сообщению британской газеты The Guardian, этот «судебный процесс с участием Google был связан с пользователями других провайдеров электронной почты, посылавших сообщения пользователям Gmail, а не с самими пользователями Gmail».
В ответ на эту публикацию судебных данных Google выпустил следующее разъяснение:

… все пользователи электронной почты неизбежно должны ожидать того, что их сообщения будут объектами автоматического процессинга … Как отправитель письма в бизнес-колледж не должен удивляться тому, что письмо вскроет ассистент получателя, так же и люди, использующие веб-почту сегодня, не должны удивляться тому, что их коммуникация проходит через провайдера услуг электронной связи получателя.
Оригинальный текст (англ.)… all users of email must necessarily expect that their emails will be subject to automated processing …  Just as a sender of a letter to a business colleague cannot be surprised that the recipient's assistant opens the letter, people who use web-based email today cannot be surprised if their communications are processed by the recipient's ECS [electronic communications service] provider in the course of delivery.

15 августа 2013 года представитель Google сделал заявление для средств массовой информации, отметив, что корпорация «очень серьёзно» относится к опасениям пользователей Gmail насчёт приватности и безопасности.

### Связи с ЦРУ и АНБ
В феврале 2010 года компания Google сообщила, что работает по договору с Агентством национальной безопасности для расследования недавних кибератак на её сеть. И, хотя это соглашение не давало АНБ права доступа к поисковым запросам, электронным сообщениям и персональным данным пользователей Google, и Google не делился проприетарными данными с АНБ, адвокаты, защищающие приватность и гражданские права, были встревожены этим.
В октябре 2004 года компания Google приобрела компанию Keyhole, Inc, занимающуюся электронным трёхмерным картографированием. Но незадолго до того, в феврале 2004 года, компания Keyhole получила инвестиции от компании In-Q-Tel, известной как «инвестиционное подразделение ЦРУ».
В июле 2010 года сообщалось, что инвестиционные подразделения ЦРУ и Гугла, компании In-Q-Tel и Google Ventures, обе инвестировали в компанию Recorded Future, специализирующуюся на предсказательной аналитике Интернета — мониторинге в режиме реального времени действий пользователей и прогнозировании с использованием этой информации. И, хотя частные корпорации используют подобные системы с 1990-х годов — то, что этим делом занялись Google и ЦРУ, обладающие огромными базами данных, усилило обеспокоенность насчёт сохранения приватности в таких условиях.
В 2011 году суд федерального округа США отклонил запрос общественной исследовательской организации Electronic Privacy Information Center, поданный в соответствии с Федеральным законом США о свободе информации (англ. Freedom of Information Act). В мае 2012 года апелляционный суд оставил в силе это решение. Подача такого запроса была предпринята с целью раскрытия данных АНБ, касающихся операции «Аврора» — серии кибератак против китайских пользователей Google. АНБ утверждало, что раскрытие такой информации сделает государственные информационные системы США уязвимыми для кибератак. Более того, АНБ не стало ни подтверждать, ни опровергать даже наличие у него запрашиваемых данных и каких-либо отношений с компанией Google.
В документах АНБ, попавших в июне 2013 года в распоряжение журналистов The Guardian и
The Washington Post, Google был в списке компаний, сотрудничавших с АНБ в рамках программы PRISM, в которой был предусмотрен негласный доступ властей США к данным пользователей, не являющихся американскими гражданами, хранящимся у американских компаний, и такой доступ мог осуществляться без решения суда. После этой утечки информации власти США официально признали существование программы PRISM. По данным раскрытых документов, АНБ имело прямой доступ к серверам этих компаний, и объём собираемых Агентством данных быстро возрастал на протяжении нескольких лет, предшествующих разоблачению. При этом компания Google отрицала существование «правительственного бэкдора».

### Официальные запросы
Компания Google подвергалась критике как за то, что предоставляла властям слишком много информации, так и за то, что отказывалась предоставить сведения, необходимые властям для обеспечения исполнения закона. В апреле 2010 года компания Google впервые опубликовала детальные сведения о количестве поступивших запросов от властей разных стран с требованиями предоставления пользовательских данных или с требованиями цензуры информации, выдаваемой поисковым и другими сервисами Google. Обновлённые данные об этом публикуются на сайте Google и остаются общедоступными.
С июля по декабрь 2009 года по количеству таких запросов (3663) лидировала Бразилия; в то же время власти США направили в Google 3580 официальных запросов, Великобритания — 1166, а Индия — 1061 запрос. Бразилия также лидировала по количество запросов на удаление контента (291), за ней следовала Германия (188), Индия (142) и США (123). О количестве запросов со стороны властей КНР, на территории которой поиск Google прекратил работу за месяц до этой публикации, компания отказалась сообщать, сославшись на то, что такие сведения рассматриваются как государственная тайна
.
Руководитель юридического отдела компании Google сказал, что «подавляющее большинство этих запросов были правомерными, информация требовалась для проведения законного расследования преступлений или для удаления детской порнографии».

### Браузер Google Chrome
В 2008 году фонд Consumer Watchdog выпустил видеоклип, показывающий, как браузер Google Chrome записывает всё то, что пользователь набирает в строке веб-адреса и передаёт эту информацию на сервер Google для генерации поисковых подсказок. Это видео также включает в себя съёмку дискуссии о потенциальном изменении смысла приватности в будущем.

#### Просмотр страниц в режиме инкогнито
В браузере Google Chrome возможен просмотр страниц в приватном режиме, который в этом браузере называется «режим инкогнито» (англ. incognito browsing mode), в котором браузер не сохраняет ни историю просмотров страниц и загрузок файлов, ни куки. Использование этого режима предотвращает отслеживание действий пользователя браузером — но не серверами, на которых размещены посещаемые пользователем веб-сайты. Независимо от веб-клиента (браузера пользователя Интернета), веб-сервер может продолжать отслеживать посещение страниц и сохранять информацию об этом. Если пользователь вошёл в свою учётную запись на сервере Google, то все введённые им поисковые запросы сохраняются как часть истории использования данной учётной записи. Кроме того, сторонние программы, вызываемые браузером Google Chrome (например, программы воспроизведения потоковых медиафайлов), могут независимо от браузера вести свои отдельные логи, даже при включённом в браузере режиме инкогнито. А при работе браузера Google Chrome в операционной система iOS 7 — из-за ограничений данной операционной системы возможна утечка части информации из окон приватного просмотра в окна обычного просмотра этого же браузера.
Пользователи браузера Google Chrome, не знающие о вышеописанных особенностях и ограничениях, могут считать, что просмотр веб-страниц в режиме инкогнито в этом браузере обеспечивает большую защиту приватности, чем он на самом деле обеспечивает.

## Google Street View
Основные статьи: Google Street View, Защита приватности при использовании Google Street View (англ. Google Street View privacy concerns)
Онлайновый картографический сервис Google Street View обвинялся в том, что выкладывал в свободный доступ слишком подробные фотографии частных жилых домов и людей на улицах, которые даже не знали о том, что их снимают.

## Сбор информации через WiFi-сети
За октябрь 2006 года автомобили Google Street View, оснащённые фото- и видеокамерами, получили около 600 гигабайт данных от пользователей незашифрованных Wi-Fi-сетей, как частных, так и публичных, более чем в 30 странах. При этом не была опубликована политика приватности и не были предупреждены ни эти пользователи, ни владельцы станций (точек доступа) Wi-Fi.
Компания Google принесла извинения за это и заявила, что мы теперь «прекрасно знаем, что мы на этом потерпели серьёзную неудачу» в вопросах обеспечения защиты приватности, но мы не знали о такой проблеме до тех пор, пока ни получили запрос от германских регуляторов по поводу неумышленного неправомерного сбора приватных данных, и что эти приватные данные не будут использованы ни в поисковике, ни в других сервисах Гугла. Представитель Consumer Watchdog в ответ на это заявил: «Google ещё раз продемонстрировал недостаточную заботу о приватности. Его компьютерные инженеры перешли всякие границы и собирали все данные, которые могли, пока их не поймали с поличным». Понимая, что за такой сбор данных она может быть наказана по закону, компания Google заявила, что не будет уничтожать эти данные до тех пор, пока регуляторы не разрешат ей сделать это.
Сбор данных для Google Street View стал предметом нескольких судебных процессов в США. Позднее все они были объединены в одно дело, рассматриваемое Федеральным судом Калифорнии. Ходатайство компании Google о прекращении дела на том основании, что информация, передаваемая по Wi-Fi без шифрования, «легко доступна неограниченному кругу лиц», а потому в этом нет нарушения федеральных законов о прослушивании — было отклонено Судом Федерального Округа США и направлено в Северный округ штата Калифорния. Далее это ходатайство было отклонено Апелляционным Судом США и направлено в Девятый окружной суд. Такое возвращение дела в нижестоящие суды для повторного разбирательства рассматривается как значительное юридическое поражение компании Google.
К началу 2015 году компания Google прекратила собирать данные из Wi-Fi сетей через сервис Street View. Сейчас ею используется Wi-Fi Positioning System на устройствах под управлением операционной системы Android, но заявляется о том, что разработан некий унифицированный подход, который позволит не желающим отказаться от участия в Wi-Fi Positioning System. Для этого Google предлагает добавлять последовательность символов «_nomap» к SSID беспроводной точки доступа, чтобы исключить её из базы данных Google.

## Скругл
Скругл — парсер выдачи Google, предназначенный для сокрытия персональных данных от корпорации.
Google собирает информацию о посетителях и их запросах, проставляет им HTTP-Cookie до 2038 года и выдаёт рекламу на основе запросов пользователя — Google Adsense. Scroogle позволял пользователю скрыть свой реальный IP-адрес от Google, не давал проставить cookie, а всю свою статистику очищает каждые 2 дня. То есть он работал по принципу анонимного прокси. Также поддерживал парсинг выдачи Yahoo. Была поддержка русского, и был доступен плагин для поисковой панели Firefox. Scroogle поддерживался Public Information Research, Inc., некоммерческой организацией, возглавляемой Дэниелом Брендтом, который также руководит проектом Google Watch.
С середины февраля 2012 года сервис недоступен. Его основатель сообщил, что в дальнейшем не планирует поддерживать проект. Если вам нужно обезопасить поиск, воспользуйтесь сервисами DuckDuckGo или Ixquick.com.

## Пояснения
1. ↑  ориг. англ. true transparency and no anonymity
2. ↑  ориг. англ. If I look at enough of your messaging and your location, and use artificial intelligence, we can predict where you are going to go. Show us 14 photos of yourself and we can identify who you are. You think you don't have 14 photos of yourself on the internet? You've got Facebook photos!
3. ↑  (перевод затруднён)англ. A court filing uncovered by advocacy group Consumer Watchdog in August 2013 revealed that Google stated in a court filing that no «reasonable expectation» exists among Gmail users in regard to the assured confidentiality of their emails
4. ↑  ориг. англ. Google’s court filing was referring to users of other email providers who email Gmail users –  and not to the Gmail users themselves
5. ↑  ориг. англ. The vast majority of these requests are valid and the information needed is for legitimate criminal investigations or for the removal of child pornography
6. ↑  ориг. англ. acutely aware that we failed badly here
7. ↑  ориг. англ. Once again, Google has demonstrated a lack of concern for privacy. Its computer engineers run amok, push the envelope and gather whatever data they can until their fingers are caught in the cookie jar.
8. ↑  ориг. англ. readily accessible to the general public